# Frank Seebald
Frank Seebald es un deportista de la RDA que compitió en natación. Ganó una medalla de bronce en el Campeonato Europeo de Natación de 1970, en la prueba de 4 × 100 m libre.

## Palmarés internacional
| Campeonato Europeo | Campeonato Europeo | Campeonato Europeo | Campeonato Europeo |
| Año                | Lugar              | Medalla            | Prueba             |
| ------------------ | ------------------ | ------------------ | ------------------ |
| 1970               | Barcelona (España) | Medalla de bronce  | 4 × 100 m libre    |